# Turniej o Złoty Kask 1981
Turniej o Złoty Kask 1981 – 21. edycja turnieju, corocznie organizowanego przez PZMot. Rozegrano cztery turnieje finałowe, a triumfatorem klasyfikacji generalnej został Bolesław Proch.

## Finał nr 1
- Wrocław, 19 sierpnia 1981
- Sędzia: Bonifacy Langner
- NCD: Leonard Raba – 70,20 w wyścigu 3 i 6

| Msc. | Zawodnik                  | Klub                 | Pkt |             |  |
| ---- | ------------------------- | -------------------- | --- | ----------- |  |
| 1    | (10) Leonard Raba         | Kolejarz Opole       | 15  | (3,3,3,3,3) |  |
| 2    | (12) Jerzy Kochman        | Śląsk Świętochłowice | 13  | (2,2,3,3,3) |  |
| 3    | (15) Bolesław Proch       | Polonia Bydgoszcz    | 12  | (3,3,2,3,1) |  |
| 4    | (2) Ryszard Buśkiewicz    | Polonia Bydgoszcz    | 10  | (2,2,0,3,3) |  |
| 5    | (9) Maciej Jaworek        | Falubaz Zielona Góra | 9   | (0,3,3,1,2) |  |
| 6    | (5) Jan Ząbik             | Apator Toruń         | 9   | (3,1,1,1,3) |  |
| 7    | (6) Mirosław Berliński    | Wybrzeże Gdańsk      | 9   | (2,0,3,2,2) |  |
| 8    | (1) Marek Towalski        | Stal Gorzów Wlkp.    | 9   | (3,2,2,0,2) |  |
| 9    | (16) Leon Kujawski        | Start Gniezno        | 6   | (1,3,1,0,1) |  |
| 10   | (14) Bernard Jąder        | Unia Leszno          | 6   | (2,1,0,1,2) |  |
| 11   | (13) Henryk Jasek         | Sparta Wrocław       | 5   | (d,0,2,2,1) |  |
| 12   | (7) Antoni Skupień        | ROW Rybnik           | 4   | (0,2,0,2,0) |  |
| 13   | (3) Stanisław Pogorzelski | Kolejarz Opole       | 4   | (0,0,2,2,0) |  |
| 14   | (4) Wojciech Żabiałowicz  | Apator Toruń         | 3   | (1,0,1,0,1) |  |
| 15   | (11) Jan Krzystyniak      | Falubaz Zielona Góra | 3   | (1,1,0,1,d) |  |
| 16   | (8) Marek Kępa            | Motor Lublin         | 2   | (w,1,1,0,d) |  |
|      | (R1) Henryk Piekarski     | Sparta Wrocław       |     | (1)         |  |

Bieg po biegu
1. [71,20] Towalski, Buśkiewicz, Żabiałowicz, Pogorzelski
2. [71,20] Ząbik, Berliński, Piekarski, Skupień
3. [70,20] Raba, Kochman, Krzystyniak, Jaworek
4. [70,60] Proch, Jąder, Kujawski, Jasek
5. [71,40] Jaworek, Towalski, Ząbik, Jasek
6. [70,20] Raba, Buśkiewicz, Jąder, Berliński
7. [71,80] Proch, Skupień, Krzystyniak, Pogorzelski
8. [72,60] Kujawski, Kochman, Kępa, Żabiałowicz
9. [72,40] Berliński, Towalski, Kujawski, Krzystyniak
10. [71,80] Kochman, Proch, Ząbik, Buśkiewicz
11. [73,40] Jaworek, Pogorzelski, Kępa, Jąder
12. [75,50] Raba, Jasek, Żabiałowicz, Skupień
13. [72,90] Kochman, Skupień, Jąder, Towalski
14. [73,00] Buśkiewicz, Jasek, Krzystyniak, Kępa
15. [71,40] Raba, Pogorzelski, Ząbik, Kujawski
16. [72,30] Proch, Berliński, Jaworek, Żabiałowicz
17. [71,40] Raba, Towalski, Proch, Kępa
18. [73,50] Buśkiewicz, Jaworek, Kujawski, Skupień
19. [74,60] Kochman, Berliński, Jasek, Pogorzelski
20. [74,10] Ząbik, Jąder, Żabiałowicz, Krzystyniak

## Finał nr 2
- Bydgoszcz, 20 sierpnia 1981
- Sędzia: Aleksander Chmielewski
- NCD: Wojciech Żabiałowicz – 75,00 w wyścigu 3

| Msc. | Zawodnik                  | Klub                 | Pkt |              |  |
| ---- | ------------------------- | -------------------- | --- | ------------ |  |
| 1    | (10) Wojciech Żabiałowicz | Apator Toruń         | 13  | (3,2,3,2,3)  |  |
| 2    | (3) Bernard Jąder         | Unia Leszno          | 12  | (3,3,3,d,3)  |  |
| 3    | (5) Bolesław Proch        | Polonia Bydgoszcz    | 12  | (2,3,3,3,1)  |  |
| 4    | (11) Jan Ząbik            | Apator Toruń         | 12  | (2,2,2,3,3)  |  |
| 5    | (16) Jan Krzystyniak      | Falubaz Zielona Góra | 10  | (2,3,1,1,3)  |  |
| 6    | (6) Ryszard Buśkiewicz    | Unia Leszno          | 9   | (3,0,3,3,d)  |  |
| 7    | (14) Leonard Raba         | Kolejarz Opole       | 9   | (3,3,1,2,d)  |  |
| 8    | (13) Leon Kujawski        | Start Gniezno        | 7   | (1,2,2,d,2)  |  |
| 9    | (4) Antoni Skupień        | ROW Rybnik           | 7   | (2,2,0,1,2)  |  |
| 10   | (2) Mirosław Berliński    | Wybrzeże Gdańsk      | 7   | (1,1,2,2,1)  |  |
| 11   | (8) Maciej Jaworek        | Falubaz Zielona Góra | 6   | (1,d,2,1,2)  |  |
| 12   | (12) Marek Towalski       | Stal Gorzów Wlkp.    | 5   | (1,1,1,1,1)  |  |
| 13   | (7) Stanisław Pogorzelski | Kolejarz Opole       | 2   | (d,1,1,u,ns) |  |
| 14   | (1) Henryk Jasek          | Sparta Wrocław       | 1   | (d,1,0)      |  |
| 15   | (9) Jerzy Kochman         | Start Świętochłowice | 0   | (d,d,d,d)    |  |
| 16   | (15) Marek Kępa           | Marek Kępa           | 0   | (u)          |  |
|      | (R1) Marek Ziarnik        | Polonia Bydgoszcz    |     | (1,d,2,0)    |  |
|      | (R2) Paweł Bukiej         | Polonia Bydgoszcz    |     | (3,1,2)      |  |

Bieg po biegu
1. [76,20] Jąder, Skupień, Berliński, Jasek (d)
2. [76,60] Buśkiewicz, Proch, Jaworek, Pogorzelski (d)
3. [75,00] Żabiałowicz, Ząbik, Towalski, Kochman (d)
4. [76,40] Raba, Krzystyniak, Kujawski, Kępa (u)
5. [76,00] Proch, Kujawski, Jasek, Kochman (d)
6. [75,60] Raba, Żabiałowicz, Berliński, Buśkiewicz
7. [77,40] Jąder, Ząbik, Pogorzelski, Ziarnik
8. [78,00] Krzystyniak, Skupień, Towalski, Jaworek (d)
9. [76,80] Buśkiewicz, Ząbik, Krzystyniak, Jasek
10. [76,60] Proch, Berliński, Towalski, Ziarnik (d)
11. [77,80] Jąder, Jaworek, Raba, Kochman (d)
12. [77,80] Żabiałowicz, Kujawski, Pogorzelski, Skupień
13. [78,40] Bukiej, Raba, Towalski, Pogorzelski (u)
14. [79,00] Ząbik, Berliński, Jaworek, Kujawski (d)
15. [77,40] Proch, Żabiałowicz, Krzystyniak, Jąder (d)
16. [78,60] Buśkiewicz, Ziarnik, Skupień, Kochman (d)
17. [76,60] Żabiałowicz, Jaworek, Bukiej, Ziarnik
18. [79,00] Krzystyniak, Bukiej, Berliński, Pogorzelski (ns)
19. [78,80] Jąder, Kujawski, Towalski, Buśkiewicz (d)
20. [79,20] Ząbik, Skupień, Proch, Raba (d)

## Finał nr 3
- Grudziądz, 21 sierpnia 1981
- Sędzia: Irena Nadolna
- NCD: Marek Towalski – 76,00 w wyścigu 5

| Msc. | Zawodnik                   | Klub                 | Pkt |             |  |
| ---- | -------------------------- | -------------------- | --- | ----------- |  |
| 1    | (11) Bolesław Proch        | Polonia Bydgoszcz    | 14  | (3,3,3,3,2) |  |
| 2    | (13) Jerzy Kochman         | Start Świętochłowice | 13  | (3,2,3,2,3) |  |
| 3    | (9) Marek Towalski         | Stal Gorzów Wlkp.    | 11  | (1,3,3,1,3) |  |
| 4    | (2) Maciej Jaworek         | Falubaz Zielona Góra | 10  | (1,3,3,1,2) |  |
| 5    | (8) Leonard Raba           | Kolejarz Opole       | 9   | (3,3,1,0,2) |  |
| 6    | (1) Ryszard Buśkiewicz     | Unia Leszno          | 9   | (2,0,2,2,3) |  |
| 7    | (5) Mirosław Berliński     | Wybrzeże Gdańsk      | 8   | (2,1,d,2,3) |  |
| 8    | (14) Wojciech Żabiałowicz  | Apator Toruń         | 8   | (2,2,0,3,1) |  |
| 9    | (4) Jan Ząbik              | Apator Toruń         | 8   | (3,1,2,2,0) |  |
| 10   | (3) Jan Krzystyniak        | Falubaz Zielona Góra | 7   | (w,0,2,3,2) |  |
| 11   | (12) Lech Kędziora         | GKM Grudziądz        | 5   | (2,0,2,0,1) |  |
| 12   | (7) Antoni Skupień         | ROW Rybnik           | 5   | (0,2,1,1,1) |  |
| 13   | (16) Leon Kujawski         | Start Gniezno        | 5   | (1,2,1,1,0) |  |
| 14   | (6) Henryk Jasek           | Sparta Wrocław       | 4   | (1,d,d,3,0) |  |
| 15   | (15) Stanisław Pogorzelski | Kolejarz Opole       | 3   | (d,1,1,0,1) |  |
| 16   | (10) Bernard Jąder         | Unia Leszno          | 1   | (0,1,0,0,0) |  |
|      | (R1) Krzysztof Rapczyński  | GKM Grudziądz        | 0   | (0)         |  |
|      | (R2) Jan Szydlik           | GKM Grudziądz        |     | (ns)        |  |

Bieg po biegu
1. [76,80] Ząbik, Buśkiewicz, Jaworek, Rapczyński
2. [77,00] Raba, Berliński, Jasek, Skupień
3. [77,80] Proch, Kędziora, Towalski, Jąder
4. [78,00] Kochman, Żabiałowicz, Kujawski, Pogorzelski (d)
5. [76,00] Towalski, Kochman, Berliński, Buśkiewicz
6. [77,80] Jaworek, Żabiałowicz, Jąder, Jasek (d)
7. [77,60] Proch, Skupień, Pogorzelski, Krzystyniak (w)
8. [77,20] Raba, Kujawski, Ząbik, Kędziora
9. [77,80] Proch, Buśkiewicz, Kujawski, Jasek (d)
10. [77,60] Jaworek, Kędziora, Pogorzelski, Berliński (d)
11. [77,20] Towalski, Krzystyniak, Raba, Żabiałowicz
12. [76,80] Kochman, Ząbik, Skupień, Jąder
13. [77,00] Żabiałowicz, Buśkiewicz, Skupień, Kędziora
14. [76,80] Proch, Kochman, Jaworek, Raba
15. [78,00] Krzystyniak, Berliński, Kujawski, Jąder
16. [77,00] Jasek, Ząbik, Towalski, Pogorzelski
17. [77,40] Buśkiewicz, Raba, Pogorzelski, Jąder
18. [78,20] Towalski, Jaworek, Skupień, Kujawski
19. [79,60] Kochman, Krzystyniak, Kędziora, Jasek
20. [77,00] Berliński, Proch, Żabiałowicz, Ząbik

## Finał nr 4
- 23 sierpnia 1981, Stadion im. Alfreda Smoczyka (Leszno)
- Sędzia: Tadeusz Skiba
- NCD: Leonard Raba – 70,40 w wyścigu 1

| Msc. | Zawodnik                 | Klub / Kraj          | Pkt |           |  |
| ---- | ------------------------ | -------------------- | --- | --------- |  |
| 1    | (2) Leonard Raba         | Kolejarz Opole       | 12  | (3,3,3,3) |  |
| 2    | (14) Alfred Siekierka    | Kolejarz Opole       | 11  | (3,2,3,3) |  |
| 3    | (7) Jan Ząbik            | Apator Toruń         | 10  | (3,2,3,2) |  |
| 4    | (11) Bolesław Proch      | Polonia Bydgoszcz    | 9   | (3,3,1,2) |  |
| 5    | (9) Wojciech Żabiałowicz | Apator Toruń         | 9   | (2,2,2,3) |  |
| 6    | (16) Edward Jancarz      | Stal Gorzów Wlkp.    | 7   | (u,2,3,2) |  |
| 7    | (1) Włodzimierz Heliński | Unia Leszno          | 6   | (2,3,0,1) |  |
| 8    | (8) Jiří Jirout          | Czechosłowacja       | 5   | (1,3,0,1) |  |
| 9    | (6) Pavel Karnas         | Czechosłowacja       | 5   | (0,1,2,2) |  |
| 10   | (15) Mirosław Berliński  | Wybrzeże Gdańsk      | 5   | (2,1,1,1) |  |
| 11   | (4) Jan Krzystyniak      | Falubaz Zielona Góra | 2   | (d,u,2,0) |  |
| 12   | (5) Marek Towalski       | Stal Gorzów Wlkp.    | 2   | (2,d,-,-) |  |
| 13   | (13) Jerzy Kochman       | Śląsk Świętochłowice | 2   | (1,1,0,0) |  |
| 14   | (12) Leon Kujawski       | Start Gniezno        | 2   | (1,1,0,d) |  |
| 15   | (10) Ryszard Buśkiewicz  | Unia Leszno          | 2   | (u,u,1,1) |  |
| 16   | (3) Maciej Jaworek       | Falubaz Zielona Góra | 1   | (u,0,1,d) |  |
|      | (R1) Bernard Jąder       | Unia Leszno          | 5   | (2,3)     |  |

Bieg po biegu
1. (70,40) Raba, Heliński, Jaworek (u), Krzystyniak (d)
2. (72,20) J. Ząbik, Towalski, Jirout, Karnas
3. (73,00) Proch, Żabiałowicz, Kujawski, Buśkiewicz
4. (75,20) Siekierka, Berliński, Kochman, Jancarz (u)
5. (71,80) Heliński, Żabiałowicz, Kochman, Towalski (d)
6. (75,20) Raba, Siekierka, Karnas, Buśkiewicz
7. (71,80) Proch, J. Ząbik, Berliński, Jaworek
8. (73,20) Jirout, Jancarz, Kujawski, Krzystyniak (u)
9. (72,20) Jancarz, Karnas, Proch, Heliński
10. (74,20) Raba, B. Jąder, Berliński, Kujawski / B. Jąder za Towalskiego
11. (74,20) Siekierka, Żabiałowicz, Jaworek, Jirout
12. (75,00) J. Ząbik, Krzystyniak, Buśkiewicz, Kochman
13. (74,20) Siekierka, J. Ząbik, Heliński, Kujawski (d)
14. (72,00) Raba, Proch, Jirout, Kochman
15. (74,20) B. Jąder, Jancarz, Buśkiewicz, Jaworek (d) / B. Jąder za Towalskiego
16. (75,00) Żabiałowicz, Karnas, Berliński, Krzystyniak

O Puchar ZSZZ Solidarność
17. (75,20) Siekierka, Berliński, Buśkiewicz, Raba
Sędzia przerwał zawody po 16 biegu z powodu opadów deszczu.

## Klasyfikacja końcowa
| Msc. | Zawodnik             | Klub                 | Pkt |              |  |
| ---- | -------------------- | -------------------- | --- | ------------ |  |
| 1    | Bolesław Proch       | Polonia Bydgoszcz    | 47  | (12,12,14,9) |  |
| 2    | Leonard Raba         | Kolejarz Opole       | 45  | (15,9,9,12)  |  |
| 3    | Jan Ząbik            | Apator Toruń         | 39  | (9,12,8,10)  |  |
| 4    | Wojciech Żabiałowicz | Apator Toruń         | 33  | (3,13,8,9)   |  |
| 5    | Ryszard Buśkiewicz   | Unia Leszno          | 30  | (10,9,9,2)   |  |
| 6    | Mirosław Berliński   | Wybrzeże Gdańsk      | 29  | (9,7,8,5)    |  |
| 7    | Jerzy Kochman        | Śląsk Świętochłowice | 28  | (13,0,13,2)  |  |
| 8    | Marek Towalski       | Stal Gorzów Wlkp.    | 27  | (9,5,11,2)   |  |
| 9    | Maciej Jaworek       | Falubaz Zielona Góra | 26  | (9,6,10,1)   |  |
| 10   | Jan Krzystyniak      | Falubaz Zielona Góra | 22  | (3,10,7,2)   |  |
| 11   | Leon Kujawski        | Gniezno              | 20  | (6,7,5,2)    |  |